# Dolichaspis strigosa
Dolichaspis strigosa är en skalbaggsart som beskrevs av Aurivillius 1910. Dolichaspis strigosa ingår i släktet Dolichaspis och familjen långhorningar.
Artens utbredningsområde är Ghana. Inga underarter finns listade i Catalogue of Life.